# II/4 Gruziński Batalion Polowy
II/4 Gruziński Batalion Polowy (niem. Georgisches Feld-Bataillon II/4, ros. II/4-й грузинский батальон) – oddział wojskowy Wehrmachtu złożony z Gruzinów podczas II wojny światowej.

## Historia
15 sierpnia 1942 r. na okupowanej Ukrainie na bazie II Batalionu Rezerwowego, istniejącego od pocz. sierpnia tego roku, został sformowany I/298 Gruziński Batalion Polowy. Miał pięć kompanii. Wchodził formalnie w skład Legionu Gruzińskiego. W połowie października przemianowano go na II/4 Gruziński Batalion Polowy. Był przeznaczony dla niemieckiej 4 Dywizji Górskiej. Na czele batalionu na pocz. stycznia 1943 r. stanął kpt. Paul Bartsch. Z powodu odwrotu Niemców z Kaukazu, batalion w marcu tego roku podporządkowano Grupie Armii A. W czerwcu przeszedł pod zwierzchnictwo 335 Dywizji Piechoty, stacjonującej na okupowanym Krymie. W kwietniu 1944 r. przeniesiono go do południowej Francji, gdzie wszedł w skład 1 Ochotniczego Pułku Kadrowego Ochotniczej Dywizji Kadrowej.